# Junger Tag
Junger Tag war der deutsche Beitrag zum Eurovision Song Contest 1973, der von der dänischen Sängerin Gitte Hænning in deutscher Sprache gesungen wurde. Am Ende der Abstimmung hatte er 85 Punkte erhalten und belegte in einem Feld von 17 Beiträgen den 8. Platz.

## Hintergrund
Der Schlager siegte bei der Vorentscheidung Ein Lied für Luxemburg. Beim Song Contest erreichte er Platz 8.
Hænning war die dritte von drei skandinavischen Schlagersängerinnen, die Deutschland in den späten 1960er und frühen 1970er Jahren beim Wettbewerb vertraten. Die erste war die Norwegerin Wencke Myhre im Jahr 1968 mit Ein Hoch der Liebe und die zweite die Schwedin Siw Malmkvist mit Primaballerina 1969.

## Musik und Text
In Moll wird die Melancholie der Nacht beschrieben, während darauf in Dur als Varianttonart (mit einsetzendem Rhythmus) der neue Tag dargestellt wird, der neue Erlebnisse bereithält.
Das Lied wurde von Hænning auch in weiteren Sprachen aufgenommen; auf Dänisch, ihrer Muttersprache (Unge Dag), Englisch (Hello Today), Französisch (Nouveau Jour) und Spanisch (El nuevo sol).
In Deutschland erreichte das Lied Platz 19 und in Dänemark Platz 21 in den Charts. Noch erfolgreicher war die dänische Version "Unge Dag", die in Dänemark auf Platz 8 kam.